# جان دیویس
جان دیویس (John Davis) (زادهٔ حدود ۱۵۵۰ – درگذشتهٔ ۲۹ دسامبر ۱۶۰۵ میلادی)، یکی از دریانوردان پیشروی الیزابت اول ملکه انگلستان بود. او هدایت سفرهای متعددی را بر عهده داشت که منتهی به کشف گذرگاه شمال غربی شد. او همچنین در سفرهای انگلستان و هلند به هند شرقی به عنوان ناخدا و سکاندار کشتی حضور داشت. وی همچنین جزایر فالکلند را در اوت سال ۱۵۹۲ کشف کرد.

## زندگی و حرفه
دیویس در حدود سال ۱۵۵۰ در بخش استوک گابریل دوون متولد شد. او دوران کودکی خود را در نزدیکی ساندریج بارتون گذراند. گفته می‌شود، دیویس بیشتر مهارت دریانوردی خود را در دوران کودکی هنگام بازی با قایق‌های اسباب بازی در کنار رودخانه دارت آموخته و دریانوردی را از سن پایین آغاز کرده‌است. آدریان گیلبرت، هامفری گیلبرت و برادر ناتنی آنها والتر رالی از هم‌محله‌ای‌های او در دوران کودکی بودند. او از همان زمان با جان دی هم دوست بود.
او در سال ۱۵۸۳ تلاش کرد که فرانسیس والزیگهام، وزیر ملکه را برای سفری در جست‌وجوی گذرگاه شمال غربی مجاب نماید. دو سال بعد در سال ۱۵۸۵، والسینگتون این پیشنهاد را پذیرفت و مخارج سفر را متقبل شد؛ سفری که مسیر مارتین فروبیشر را به سواحل شرقی گرینلند و نزدیکی دماغه فیرول و از سمت غرب به جزایر بافین، هموار کرد. دیویس در سال ۱۵۸۶ با چهار کشتی به شمالگان بازگشت. دو کشتی از آنها به ساحل شرقی گرینلند فرستاده شدند که در حال یخ زدن بود. دو نفر دیگر قبل از مسدود شدن توسط کلاهک یخی قطب شمال تا ۶۷ درجه شمالی به تنگه‌ای که نام او را بر خود داشت، نفوذ کردند. سان‌شاین یک بار سعی کرد که جزیره را از سمت شرق دور بزند اما موفق نشد. بعد از اینکه اینوییت‌ها یکی از لنگرها را دزدیدند، دیویس روش ابتدایی خود را که به این صورت بود که نوازندگان را با خود به آنجا می‌آورد تا خدمه کشتی با اینوییت‌ها برقصند، تغییر داد. احتمالاً روشی که دیویس به کار برده بود باعث به هم خوردن مراسم مذهبی آنها شده بود و آنها را آزرده کرده بود. آنها به کشتی‌های دیویس در خلیج کوچ همیلتون (در لابرادور) هم حمله کردند. در سفر سوم در سال ۱۵۸۷ پیش از آنکه بادهای مخالف آنها را به عقب برانند به مدار ۷۳ درجه شمالی جزیره دیسکو رسیدند. دیویس در مسیر بازگشت نقشه خلیج کوک دیویس را در ساحل لابرادور کشید. گزارش سفرنامه این کشتی در قرن‌های بعدی به عنوان الگو و راهنمایی برای ناخدای کشتی‌ها مورد استفاده قرار گرفت.
به نظر می‌رسد دیویس در سال ۱۵۸۸ هدایت کشتی بلک داگ را در نبرد با ناوگان اسپانیایی آرمادا بر عهده داشته‌است. او در سال ۱۵۸۹ در سفر به جزایر آزور به جرج کلیفورد، ارل سوم کامبرلند ملحق شد و در سال ۱۵۹۱ هم توماس کاوندیش را در آخرین سفرش همراهی کرد که برای جست‌وجوی گذرگاه شمال غربی به آنجا می‌رفتند «به‌سوی بخش‌های پنهان آمریکا» (از مدخل غربی). پس از اینکه باقی سفرهای کاوندیش با شکست مواجه شدند، دیویس تلاش کرد تا به تنهایی به تنگه ماژلان برسد، اگرچه شرایط جوی بسیار نامساعد باعث ناموفق بودن این سفر شد، اما ظاهراً دیویس موفق شد تا جزایر فالکلند را در اوت سال ۱۵۹۲ با کشتی دزیره کشف کند. خدمه کشتی او مجبور شدند برای تأمین غذای خود صدها پنگوئن را بکشند، اما گوشتی که آنها ذخیره کرده بودند در منطقه استوا فاسد شد و تنها چهارده نفر از ۷۶ خدمه کشتی در آن سفر زنده ماندند.
به نظر می‌رسد دیویس در سال‌های ۱۵۹۶ تا ۱۵۹۷ به همراه سر والتر رالی به کادیس و جزایر آزور سفر کرده و هدایت کشتی رالی را بر عهده داشته‌است؛ او از سال ۱۵۹۸ تا ۱۶۰۰ در سفری از کشور هلند به هند شرقی به عنوان هدایت‌گر کشتی حضور داشته‌است؛ آنها از فلاشینگ تا میدلبورگ به دقت مشغول نقشه‌کشی و ثبت داده‌ها و جزئیات جغرافیایی بودند. او به سختی موفق شد در آچه جزایر سوماترا از خیانت و خدعه جان سالم به در ببرد.
دیویس در طول سال‌های ۱۶۰۱ تا ۱۶۰۳ در اولین سفرش به کمپانی هند شرقی بریتانیا، سر جیمز لنکستر را در مقام ناخدا ارشد همراهی کرد. قرار بود در صورتی که سرمایه اولیه سفر دوبرابر شود، دیویس برای این سفر ۵۰۰ پوند دریافت کند (حدوداً برابر با ارزش ۱٫۵ میلیون پوند در سال ۲۰۱۵)‏ و اگر سرمایه تا سه برابر، چهار یا پنج برابر می‌شد، او ۱۰۰۰ پوند، ۱۵۰۰ و ۲۰۰۰ پوند دریافت می‌کرد.
دیویس قبل از عزیمت به تجار لندن گفته بود که ممکن است در آچه بتواند یک هاندردویت فلفل را می‌توان در آچه با قیمت چهار ریال هشت ریال در هر صد وزن تهیه کرد در حالی که قیمت اصلی آن ۲۰ ریال بود. پس از بازگشت از سفر لنکستر به دیویس اعتراض کرد که در مورد قیمت و موجود بودن فلفل اطلاعات اشتباه داده‌است. دیویس که خود را قربانی این موقعیت می‌دید، در ۵ دسامبر ۱۶۰۴ مجدداً برای هدایت کشتی به همراه سر ادوارد میشلبورن به هند شرقی سفر کرد؛ با وجود انحصار ظاهری تجارت در شرق توسط کمپانی هند شرقی، اما میشلبورن که به شکل غیرقانونی سفر و تجارت می‌کرد و جیمز یکم امتیاز سفری را به او داده بود. او در این سفر در جزیره بنتان در نزدیکی سنگاپور، توسط دزدان دریایی ژاپنی که اسیر کرده بود و قایق شکسته‌شان را دزدیده بود، کشته شد. دزدان دریایی انگلیسی‌ها را با ارتباط دوستانه شان در طول چند روز فریب داده بودند و آنها را غافلگیر کردند، با شمشیر به آنها حمله و همه را قتل‌عام کردند. دیویس تقریباً بلافاصله بعد از هجوم آنها کشته شد.
قرن‌ها پس از مرگ او اهمیت نقش شکارچیان نهنگ هلندی باعث شد تا این منطقه در اطراف ساحل غربی گرینلند «استرات دیویس» نام بگیرد که نام آنها برای تنگه بود. اما نام گرینلند برای ارجاع به ساحل شرقی مورد استفاده قرار گرفت که اشتباهاً به عنوان مکانی با نام منطقه شرقی نورس شناخته می‌شد.

## آثار منتشر شده
سفرهای اکتشافی دیویس در ناحیه شمالگان توسط ریچار هاکلویت به چاپ رسید و در نقشه جهان او نیز استفاده شد. خود دیویس هم رساله ارزشمندی دربارهٔ دریانوردی با نام رازهای ملوان در سال ۱۵۹۴ میلادی منتشر کرد و همچنین یک اثر تئوریک با نام نقشه آب‌نگاری جهان که در سال ۱۵۹۵ میلادی منتشر شد. گزارش آخرین سفر دیویس توسط میشلبورن در راه بازگشتش به انگلستان در سال ۱۶۰۶نوشته شد.

## اختراعات
اختراع او از پشتی و ربع دوگانه (به نام ربع دیویس پس از او) تا مدتها پس از معرفی ربع بازتابی هادلی در بین دریانوردان انگلیسی محبوبیت داشت.

## زندگی شخصی

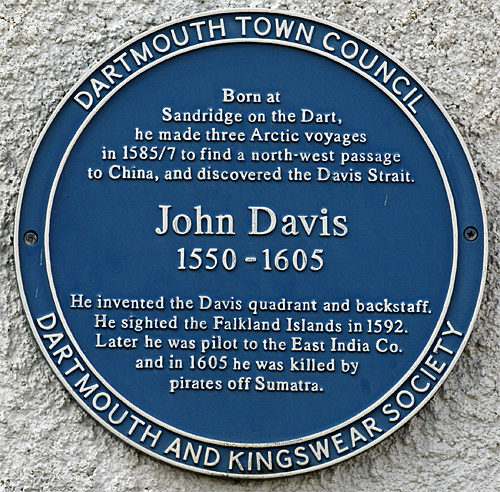
پلاکی که شورای شهر دارثموث،به یاد او در شهر نصب کرده است

دیویس در ۲۹ سپتامبر ۱۵۸۲ با دختری به نام فیث فولفورد ازدواج کرد. او دختر سر جان فولفورد (بخشدار ارشد دوون) دوروتی بورچیر (دختر ارل بث) بود. حاصل ازدواج آنها چهار پسر و یک دختر بود. دیویس در راه بازگشت از سفرش در سال ۱۵۹۲ متوجه شد که همسرش با «مردی خوش سرو زبان» در ارتباط است. همسرش با هم‌دستی این مرد که جاعل بود، «اتهاماتی دروغین و جعلی» را علیه دیویس طرح‌ریزی کرد.